# Аарън Ленън
Аарън Джъстин Ленън (на английски: Aaron Justin Lennon) е бивш английски футболист.

## Кариера
Юноша е на „Лийдс Юнайтед“, като е най-младият играч, участвал в мач от Английската висша лига, влизайки като резерва срещу „Тотнъм Хотспър“ през август 2003, на възраст от 16 години и 129 дни. Той е и най-младият играч, подписал договор с „Адидас“ на 14 години. През юни 2005 е трансфериран в „Тотнъм Хотспър“ за 1 милион паунда. Номиниран е три пъти за Млад играч на годината – за сезон 2005/2006, 2006/2007 и 2008/2009. Има договор с Шпорите до 2014 година.